# Szczycienko
Szczycienko (niem. Klein Schönberg) – wieś w Polsce położona w województwie zachodniopomorskim, w powiecie drawskim, w gminie Złocieniec.
W latach 1975–1998 miejscowość administracyjnie należała do województwa koszalińskiego.
Do 31 grudnia 2018 r. wieś należała do zlikwidowanej gminy Ostrowice. W roku 2007 wieś liczyła 29 mieszkańców.
2 lipca 2018 mieszkańcy sołectwa nie wzięli udziału w konsultacjach społecznych dotyczących zniesienia gminy Ostrowice.

## Geografia
Wieś leży ok. 3,5 km na północny wschód od Ostrowic, ok. 1,5 km na zachód od drogi wojewódzkiej nr 173.

## Zabytki
Do wojewódzkiego rejestru zabytków wpisany jest:
- zespół dworski z drugiej połowy XIX wieku, w skład którego wchodzą:
  - dwór
  - park.